# Antoni Aleksandrowicz (ksiądz)
Antoni Aleksandrowicz (ur. 29 czerwca?/11 lipca 1893 w Mińsku, zm. w kwietniu 1940 w Katyniu) – polski duchowny rzymskokatolicki, kapelan garnizonu w Słonimiu i w Wilnie, później starszy kapelan i administrator parafii Baranowicze, ofiara zbrodni katyńskiej.

## Życiorys

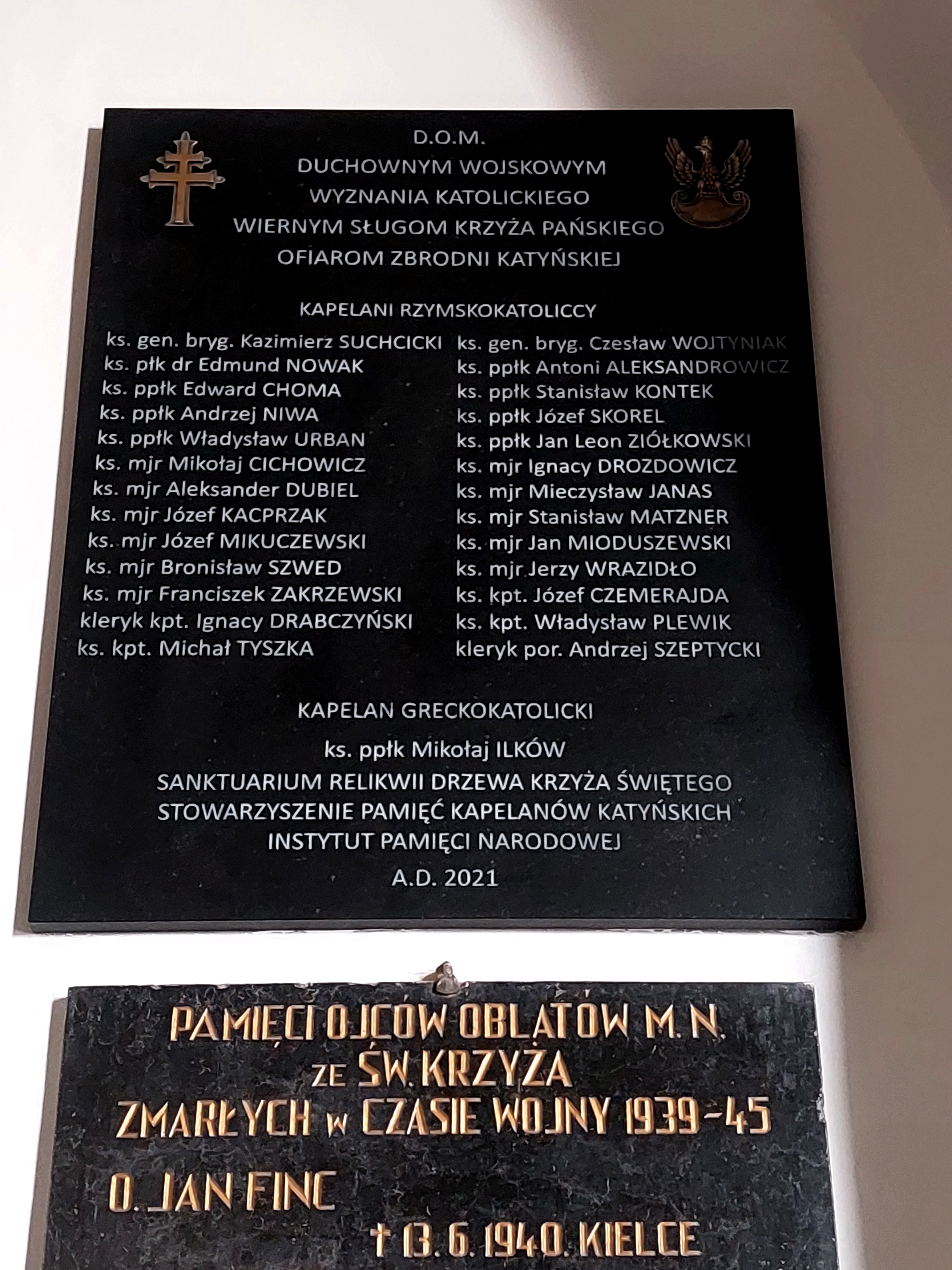
Tablica upamiętniająca duchownych zamordowanych w ramach zbrodni katyńskiej odsłonięta w 2021 roku w krużganku bazyliki mniejszej pw. Trójcy Świętej i sanktuarium Relikwii Drzewa Krzyża Świętego na Świętym Krzyżu.

Antoni Aleksandrowicz był synem Leopolda i Antoniny z Terejkowiczów. Po ukończeniu gimnazjum w Mińsku w 1911 roku wstąpił do Seminarium Duchownego w Petersburgu. W 1917 roku otrzymał święcenia kapłańskie i rozpoczął pracę duszpasterską jako ksiądz diecezji mińskiej. Pracował jako prefekt szkół w Bobrujsku (1917–1918), a potem w Mińsku (1918–1919). W 1919 roku został kontraktowym kapelanem wojskowym, 11 sierpnia 1920 roku powołano go na kapelana wojskowego Wojska Polskiego z przydziałem do dyspozycji dziekana rzymsko-katolickiego 4 Armii. W pierwszej połowie 1920 roku był kierownikiem harcerstwa mińskiego. Po demobilizacji w 1921 roku został mianowany kapelanem garnizonu w Słonimiu i w 1922 roku zweryfikowany jako kapelan ze starszeństwem z dniem 1 czerwca 1919 roku. W 1926 roku został proboszczem parafii wojskowej w Słonimiu, skąd 1 lutego 1930 roku przeniesiono go na stanowisko kapelana garnizonu Wilno. W tym czasie objął również funkcję kapelana Wojskowego Więzienia Śledczego w Wilnie. 23 października 1931 roku został przeniesiony na stanowisko administratora parafii wojskowej w Baranowiczach, gdzie pracował do wybuchu wojny. Na stopień starszego kapelana został mianowany ze starszeństwem z dniem 1 stycznia 1936 roku i 6. lokatą w duchowieństwie wojskowym wyznania rzymskokatolickiego. Na stanowisku administratora pracował również w czasie kampanii wrześniowej. Opuścił Baranowicze razem z oddziałami sformowanymi w Ośrodku Zbierania Nadwyżek 78 pułku piechoty. Na froncie z Niemcami był ranny w nogę.

Po agresji ZSRR na Polskę został wzięty do niewoli radzieckiej i osadzony w obozie w Starobielsku (gdzie 11 listopada 1939 roku odprawił mszę w baraku majorów). Przed Bożym Narodzeniem 1939 roku został wywieziony z obozu do Moskwy, po czym po kilku tygodniach osadzono go w obozie w Kozielsku, skąd został wywieziony (wykaz NKWD Moskwa nr 017/1/1940) z poleceniem przekazania do dyspozycji szefa Obwodowego Zarządu NKWD w Smoleńsku (akta sprawy nr 4915) do Katynia, gdzie został zamordowany w kwietniu 1940 roku i tam pogrzebany w bezimiennej mogile zbiorowej. 28 lipca 2000 roku nastąpiło oficjalnie otwarcie w tym miejscu Polskiego Cmentarza Wojennego w Katyniu.
5 października 2007 roku minister obrony narodowej Aleksander Szczygło mianował go pośmiertnie na stopień podpułkownika. Awans został ogłoszony 9 listopada 2007 roku w Warszawie, w trakcie uroczystości „Katyń Pamiętamy – Uczcijmy Pamięć Bohaterów”.

## Ordery i odznaczenia
- Srebrny Krzyż Zasługi (19 marca 1931)[17]

## Proces beatyfikacyjny
W styczniu 2011 roku ksiądz Antoni Aleksandrowicz został zgłoszony przez Stowarzyszenie Rodzina Katyńska w Warszawie, jako jeden z 24 księży kapelanów Wojska Polskiego z lat 1919–1939 zamordowanych w Katyniu, Charkowie i Kalininie wiosną 1940 roku na kandydatów do procesu beatyfikacyjnego Męczenników Wschodu (1917–1989).